# Team Hurricane
Team Hurricane er en dansk film fra 2017, filmen er instrueret af Annika Berg.

## Medvirkende
- Eja Penelope Roepstorff som Eja
- Ida Glitre som Ida
- Ira Rønnenfelt som Ira
- Maja Leth Bang som Maja
- Mathilde Linnea Daugaard Jensen som Mathilde
- Mia My Elise Pedersen som Mia
- Sara Morling som Sara
- Zara Munch Bjarnum som Zara
- Søren Pedersen som Søren

## Eksterne Henvisninger
- Team Hurricane på Internet Movie Database (engelsk)
- Team Hurricane på Filmdatabasen
- Team Hurricane på danskfilmogtv.dk
- Team Hurricane på Scope
- Team Hurricane på The Movie Database (engelsk)
- Team Hurricane på Filmaffinity (engelsk)